# 三国街道

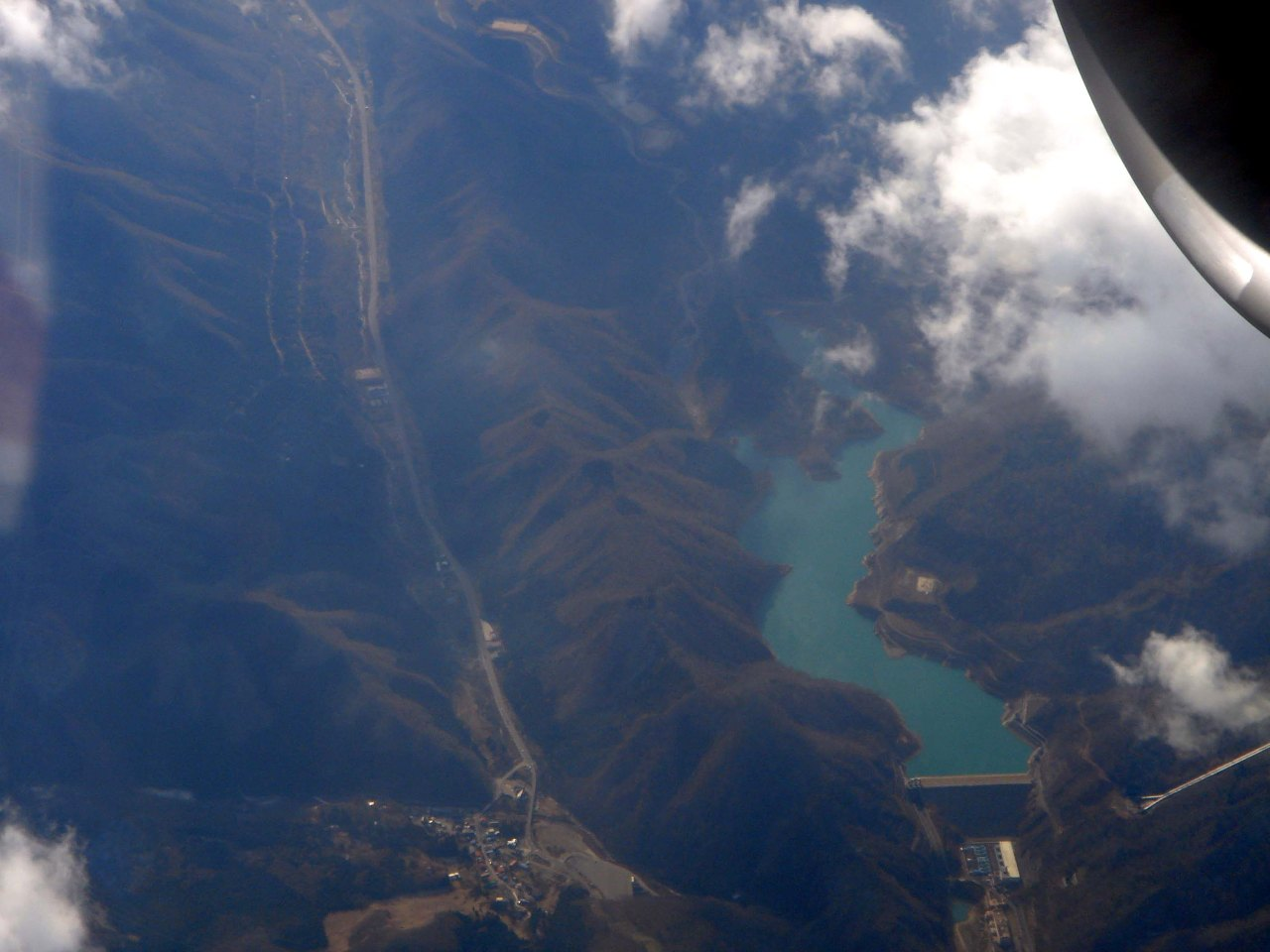
中央の道路が二居ダム脇を通過する三国街道（国道17号）
写真下は宿場の湯がある二居宿

『天保国絵図越後国高田長岡』。三国街道は長岡から上信越国境の三国峠まで南に延びる。

三国街道（みくにかいどう）は、中山道の上野国高崎宿（群馬県高崎市）から分かれ、北陸街道の越後国寺泊宿（新潟県長岡市寺泊地域）へ至る街道である。三国街道の名は上越国境の三国峠を通過することに由来する。

## 概要
三国峠は関東と越後を結ぶ交通路としてきわめて古くから利用されており、上杉謙信の関東遠征の際に利用された。
中世までは上越を結ぶルートとして他にも清水峠、四万、野反などが存在し、三国峠以外の道も利用されていた。また元々は中山道の本庄宿から分岐し、渋川宿で合流する、後に佐渡奉行街道と呼ばれる道が本来の三国街道であったとみられ、万里集九は『梅花無尽蔵』でそのルートをとっている。
現在の三国街道のルートが幹線として確立するのは、慶長10年（1605年）ごろに江戸幕府が清水峠越えの道を閉鎖し、三国街道の宿駅を指定し整備を行ってからである。それ以降も越後国内では道筋が確定しておらず、元和3年（1617年）時点では六日町宿から妙見宿にかけての街道は二日町 - 上原 - 十日町 - 虫野 - 佐梨 - 小出島 - 根小屋 - 竜光 - 稗生、すなわち魚野川右岸を通過していた。宿駅が確定するのは、万治年間（1658年 - 1661年）に高田藩郡奉行・大門与兵衛によって浦佐宿・堀之内宿間の栃原峠が開鑿されてからとみられる。
越後国の長岡藩、与板藩、村松藩が参勤交代で江戸まで往復するのに三国街道を利用した。場合によっては新発田藩・高田藩・村上藩も通行した例が確認できる。大名以外も新潟奉行や巡見使、関東取締出役の利用があり、佐渡奉行は往路を三国街道、復路では北国街道を通行した。他には長岡藩から将軍家に献上される初鮭も街道を通行し、その場合に限り関所を夜間に通ることができた。
冬季に三国峠越えを禁止した事実は確認できないものの、降雪の有無など天候次第で通行可能という扱いであったようである。上野国側の永井宿の本陣を務めた苗木四郎右衛門家に伝わる休泊記録の中から文政13年（1830年）から明治2年（1869年）までの40年間の武家の公用で往来した記録を集計すると、5月から6月にかけては月30件以上の往来があったのに、11月から2月にかけては月5件未満で12月に峠を越えた例は確認できないなど、季節によって大きな差異があったことが確認できる。また、同記録には雪中に三国峠越えを試みて雪崩に巻き込まれて死亡した事例も記載されており、冬季の三国峠越えが大変危険であったことが分かる。
明治時代に入ると1876年（明治9年）に三国街道は一等国道に指定されたが、1885年（明治18年）2月に距離の短い清水峠越えの道が国道8号｢東京ヨリ新潟港ニ達スル別路線｣として認定され、三国街道は県道に格下げとなる。同年8月には清水峠が馬車通行の可能な道路として開通したが、わずか数ヶ月でがけ崩れと雪崩の頻発により放棄された。
また1893年（明治26年）に碓氷峠越えの鉄道（信越本線）が開通してからは、群馬・新潟間の交通は鉄道にシフトし宿場町は衰微していくことになる。長岡から湯沢にかけては道も平坦で農耕地もあったため、ある程度の交通需要があったようだが、三国峠を越える区間の交通量は極めて少ないものであった。
清水峠越えの道は1919年（大正8年）4月1日をもって国道から府県道「前橋新潟線」に降格された。同時に三国街道も県道より外されたが翌1920年（大正9年）4月1日に府県道「沼田六日町線」に再指定された。
1931年（昭和6年）に清水トンネルを通過する上越線が開通したことで、三国街道は上越の交通路としては顧みられなくなった。
1934年（昭和9年）5月1日の内務省告示第251号によって、当初「東京市ヨリ群馬県庁所在地ニ達スル路線」とされた国道9号が三国街道経由で新潟市まで延長されて「東京市ヨリ新潟県庁所在地ニ達スル路線」となり、現在の国道17号のルートとなった。これは、東京と満州を結ぶ最短ルートとして三国街道が注目されたためである。しかしこれまでに述べたような状況により、当時の三国峠は改良が全くと言って良いほど行われておらず、自動車の通れる状態ではなかった。1940年（昭和15年）より三国峠の改良工事が開始されるが、第二次世界大戦の戦況の悪化により中断された。
戦後の1948年（昭和23年）より改良工事が再開され、1952年（昭和27年）12月4日に新道路法に基づく路線指定で旧国道9号がそのまま一級国道17号（東京都中央区 - 新潟県新潟市）として指定された。1959年（昭和34年）6月には三国トンネルが開通し、群馬・新潟間の自動車往来が可能となった。
高崎と長岡を結ぶ役割は、三国峠の地下・三国トンネルを通る国道17号に引き継がれ、関越自動車道・上越線・上越新幹線と共に関東・新潟間の大動脈となっている。しかし群馬県内の経路の点では、国道17号が利根川を渡って沼田・前橋を通過するのに対し三国街道は利根川以東を通らないように大きく異なっている。

## 宿場・関所
- 高崎宿（群馬県高崎市）
- 金古宿（群馬県高崎市金古町）
  - 慶長年間（1596年 - 1615年）には宿場機能を有していたとみられ、南北11町余の長い宿場となっている。本陣今城家、脇本陣福田屋はいずれも現存しない[17][18]。松田氏の代官であった金古神保家大門が高崎市指定重要文化財となっている[19]。
- 渋川宿（群馬県渋川市渋川）
  - 渋川自体は中世から馬市が開かれた古い町だが、宿場としては慶長18年（1613年）に町割りが行われたとされる[20]。
- 金井宿（群馬県渋川市金井）
  - 慶長10年（1605年）に宿駅を設置して下金井から上金井に移住させたとされ、宿場として計画的に短冊形の地割りがなされている[21]。金井宿本陣の地下牢が渋川市指定重要文化財となっている[22]。
- 杢ヶ橋関所（群馬県渋川市南牧）
- 北牧宿（群馬県渋川市北牧）
  - 北牧宿は天明大噴火で大きな被害を受け、復興を遂げたことが賑貸感恩碑（渋川史指定史跡）に刻まれている[23]。街道の用水路や本陣・寺島家が現存する[24]。
- 横堀宿（群馬県渋川市横堀）
  - 安政2年（1856年）の大火により焼失した後再建された本陣（当時は飯塚家、現在は佐藤家）が現存している[25]。
- 中山宿（群馬県吾妻郡高山村中山）
  - 500メートルほど東西に離れて、本宿と新田宿が存在し、両方に本陣があった。寛永13年（1636年）に本宿の本陣より分家したのが新田の本陣であるという。中山宿の問屋は両本陣に加えて本宿にもう1家あり、3家で日を決めて継立て業務を行った[26][27]。江戸末期に建てられた新田宿本陣門屋は、明治時代に郵便局として使われ、登録有形文化財となっている[28][29]。
- 塚原宿（群馬県利根郡みなかみ町上津）
  - 北を流れる赤谷川が大水によって川止めとなった場合には塚原宿で逗留することとなった[30][31]。
- 下新田宿（群馬県利根郡みなかみ町羽場・新巻）
  - 羽場村と新巻村の中間に位置した宿場で、独立した村ではなかった。これは両村から新宅を出して新田開発を行ったためで、羽場村に属する住人が多かったことから下新田宿は羽場村名主支配となっていた。下新田宿と今宿、布施宿は1ヶ月を10日ずつに分け、それぞれ上旬、中旬、下旬で伝馬役を務めたため、3宿で1宿として機能したが、本陣はなかった[32][33][34]。
- 今宿（群馬県利根郡みなかみ町新巻）
- 布施宿（群馬県利根郡みなかみ町布施）
- 須川宿（群馬県利根郡みなかみ町須川）
- 相俣宿（群馬県利根郡みなかみ町相俣）
  - 万里集九が『梅花無尽蔵』で宿泊したことを記録しているように中世から旅宿が存在し、猿ヶ京関所が日没で閉まった際などは逗留することとなった[35]。
- 猿ヶ京関所（群馬県利根郡みなかみ町猿ヶ京温泉）
- 猿ヶ京宿（群馬県利根郡みなかみ町猿ヶ京温泉）
  - 猿ヶ京宿は正式な宿場ではなく[36]、本陣は置かれなかった[37]。
- 永井宿（群馬県利根郡みなかみ町永井）
  - 三国峠・上越国境直前の宿場。万延元年（1860年）の火災で宿場が焼失したため現在の建物はそれ以降の再建である[38][39]。本陣笛木家は昭和8年（1933年）に解体され[39]、本陣跡はみなかみ町指定史跡となっている[40]。
- 浅貝宿（新潟県南魚沼郡湯沢町大字三国）
  - 浅貝・二居・三俣の3宿は「三国三宿」と呼ばれ、三国街道が整えられるまでは山中の寒村だったが、慶長15年（1610年）に宿場として指定され、移住と宿駅としての整備が行われた[41][4]。
  - 本陣リゾートは浅貝宿の本陣をルーツとする宿泊業者である。
- 二居宿（新潟県南魚沼郡湯沢町大字三国）
  - 本陣富沢家は明治時代の再建だが、湯沢町指定史跡となっている[42][43]。
- 三俣宿（新潟県南魚沼郡湯沢町大字三俣）
  - 脇本陣跡池田家は新潟県指定史跡となっている[44][42]。
- 八木沢口留番所
- 湯沢宿（新潟県南魚沼郡湯沢町大字湯沢）
  - 寛永年間に湯沢上宿が新設されたことでもとの宿場は下宿と呼ばれるようになり、両者は半月交替で業務を行った[45]。
- 関宿（新潟県南魚沼市関）
- 塩沢宿（新潟県南魚沼市塩沢）
  - 「三国街道塩沢宿　牧之通り（雪国の歴史と文化のまちづくり）」が、平成23年度国土交通省手づくり郷土賞受賞[46]。
- 六日町宿（新潟県南魚沼市六日町）
- 五日町宿（新潟県南魚沼市五日町）
- 浦佐宿（新潟県南魚沼市浦佐）
  - 浦佐宿と堀之内宿の間の栃原峠は万治年間（）に高田藩郡奉行・大門与兵衛によって開鑿されたとされ[6]、南魚沼市指定史跡[47]および魚沼市指定史跡[48]となっている。
- 堀之内宿（新潟県魚沼市堀之内）
- 川口宿（新潟県長岡市東川口）
  - 御本陣の遺構は長岡市指定史跡[49]。
- 妙見宿（新潟県長岡市妙見町）
- 六日市宿（新潟県長岡市六日市町）
  - 妙見宿・六日市宿は2宿で1宿の扱いであり、1月のうち10日間は妙見で、20日間は六日市で人馬継立の業務を行った[50]。
- 長岡宿（新潟県長岡市東川口）
- 与板宿（新潟県長岡市与板町与板）
- 地蔵堂宿（新潟県燕市地蔵堂本町）
- 中島宿（新潟県燕市中島）
- 渡部宿（新潟県燕市渡部）
- 寺泊宿（新潟県長岡市）

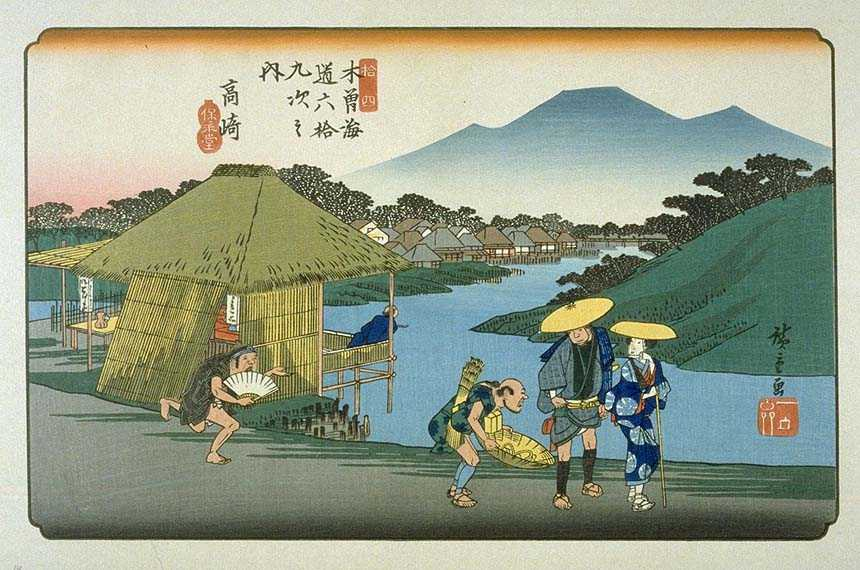
高崎宿（広重画）
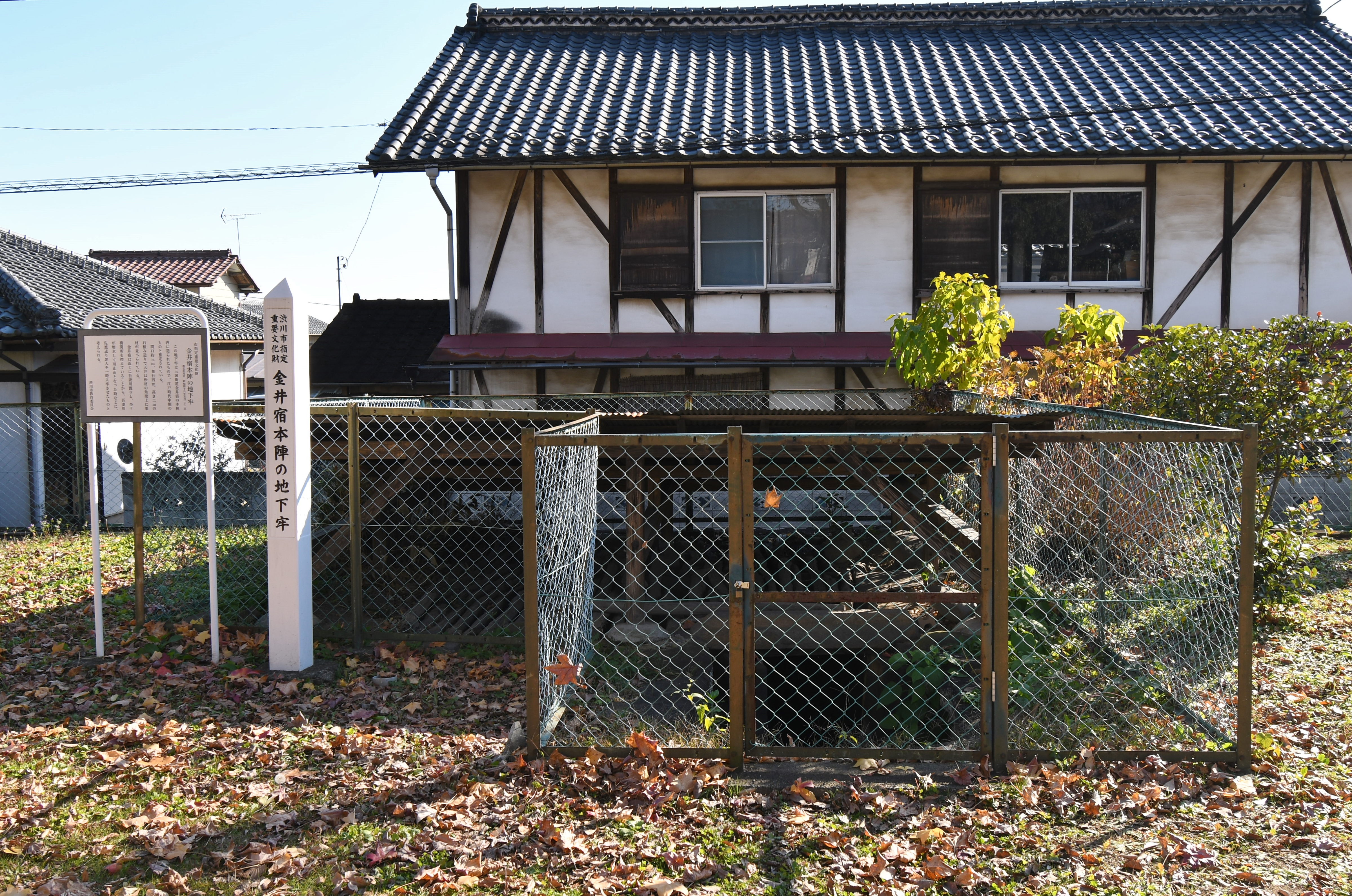
金井宿本陣の地下牢
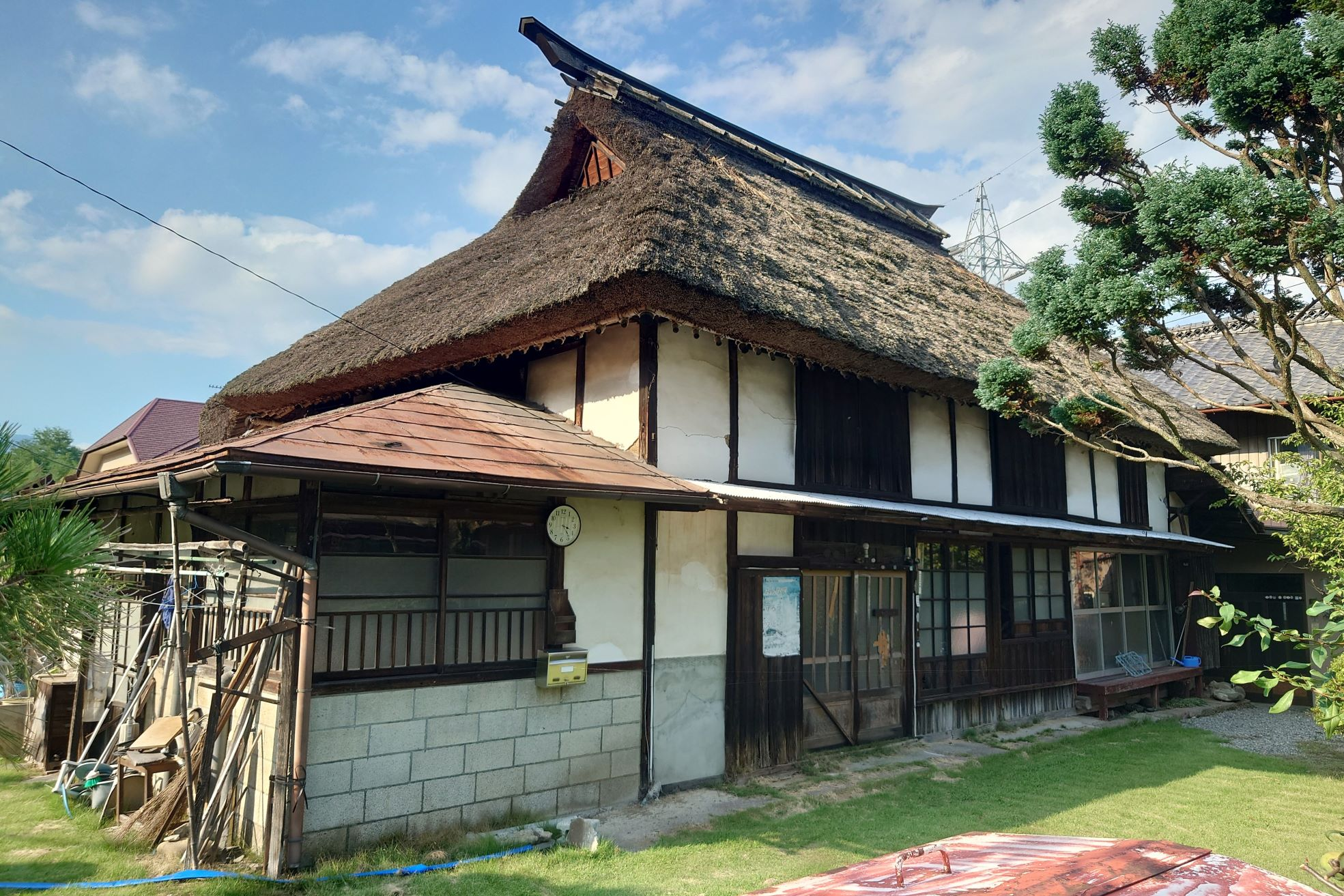
杢ヶ橋関所跡
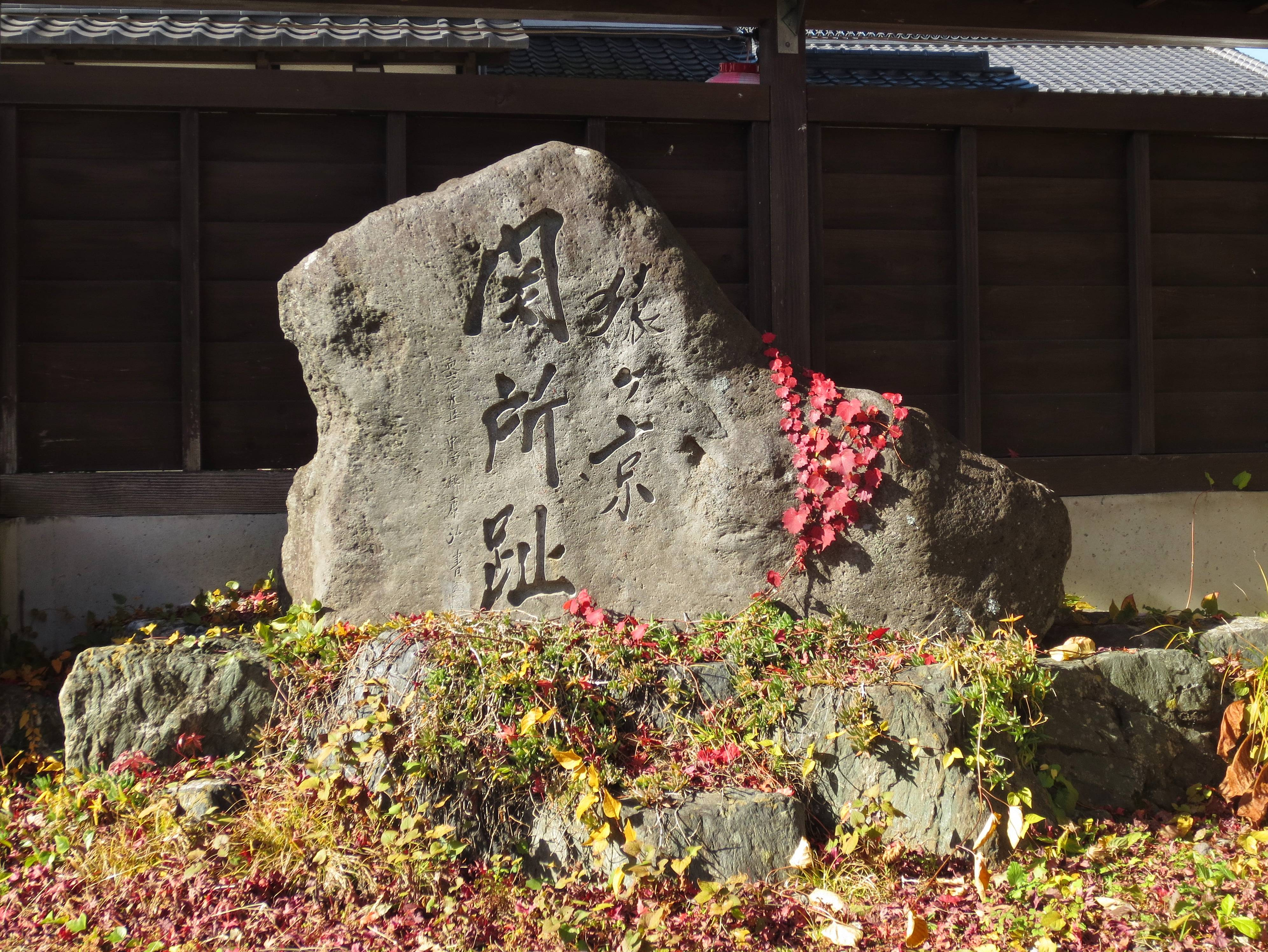
猿ヶ京宿関所跡
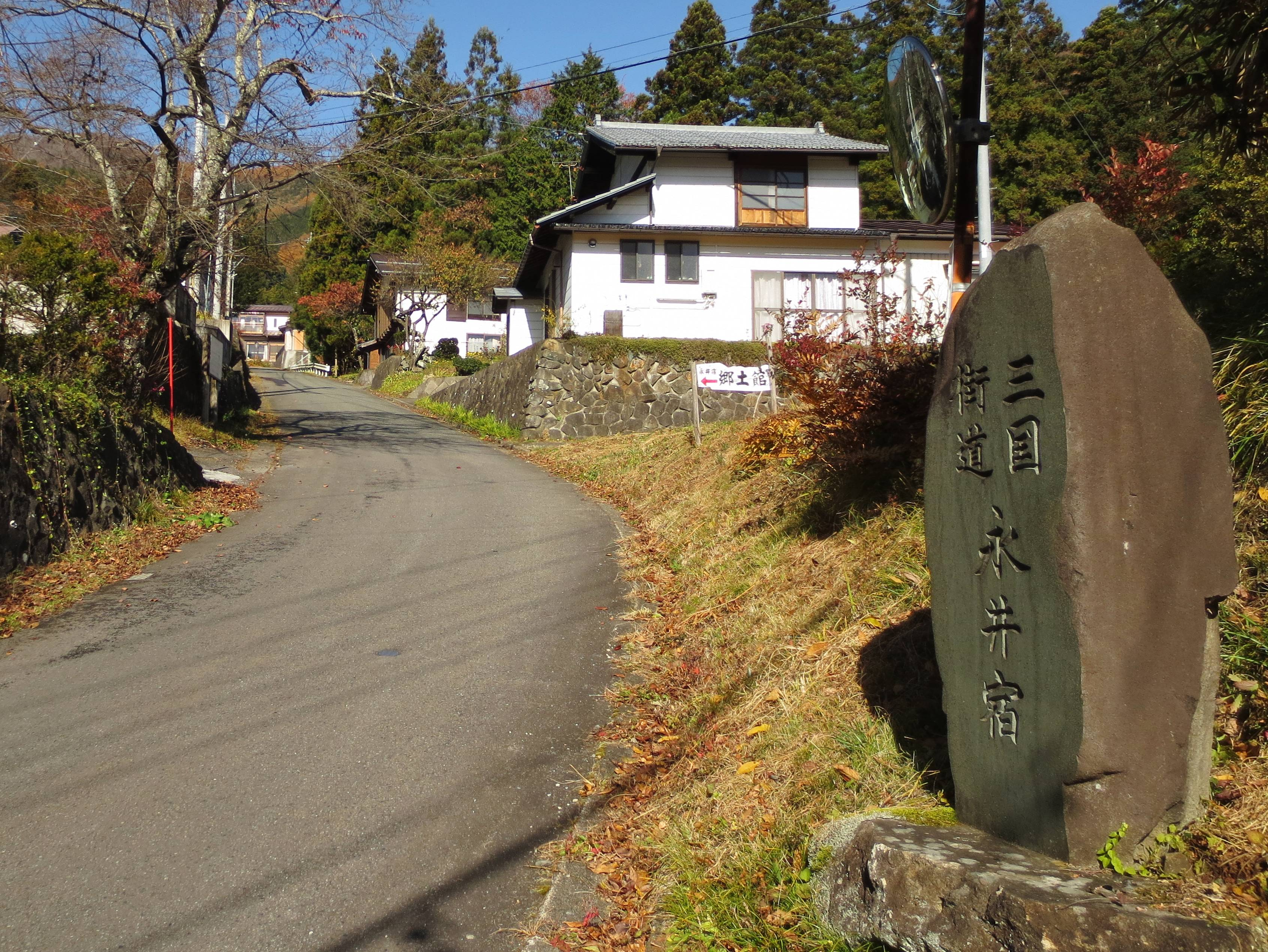
永井宿
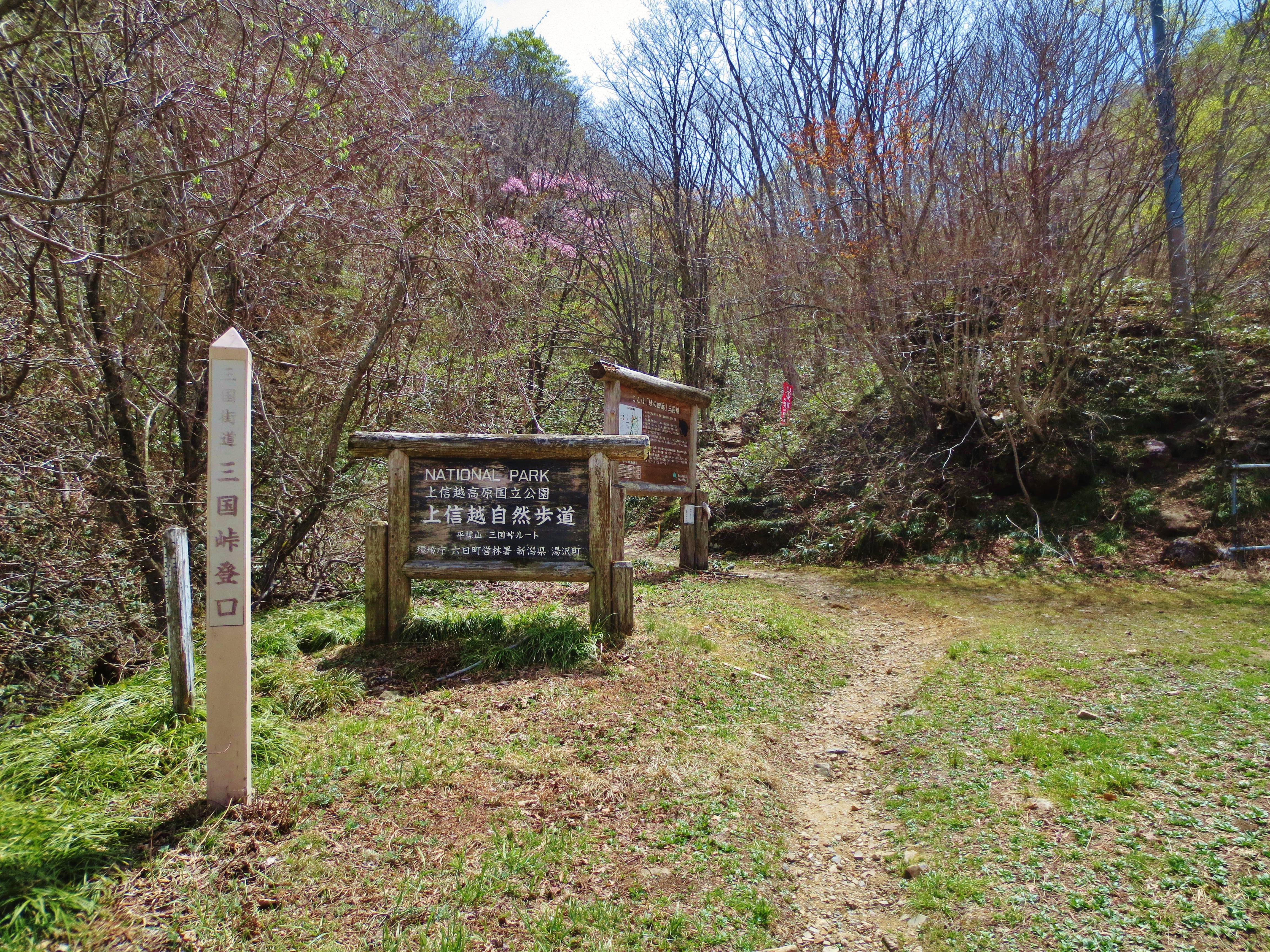
三国峠
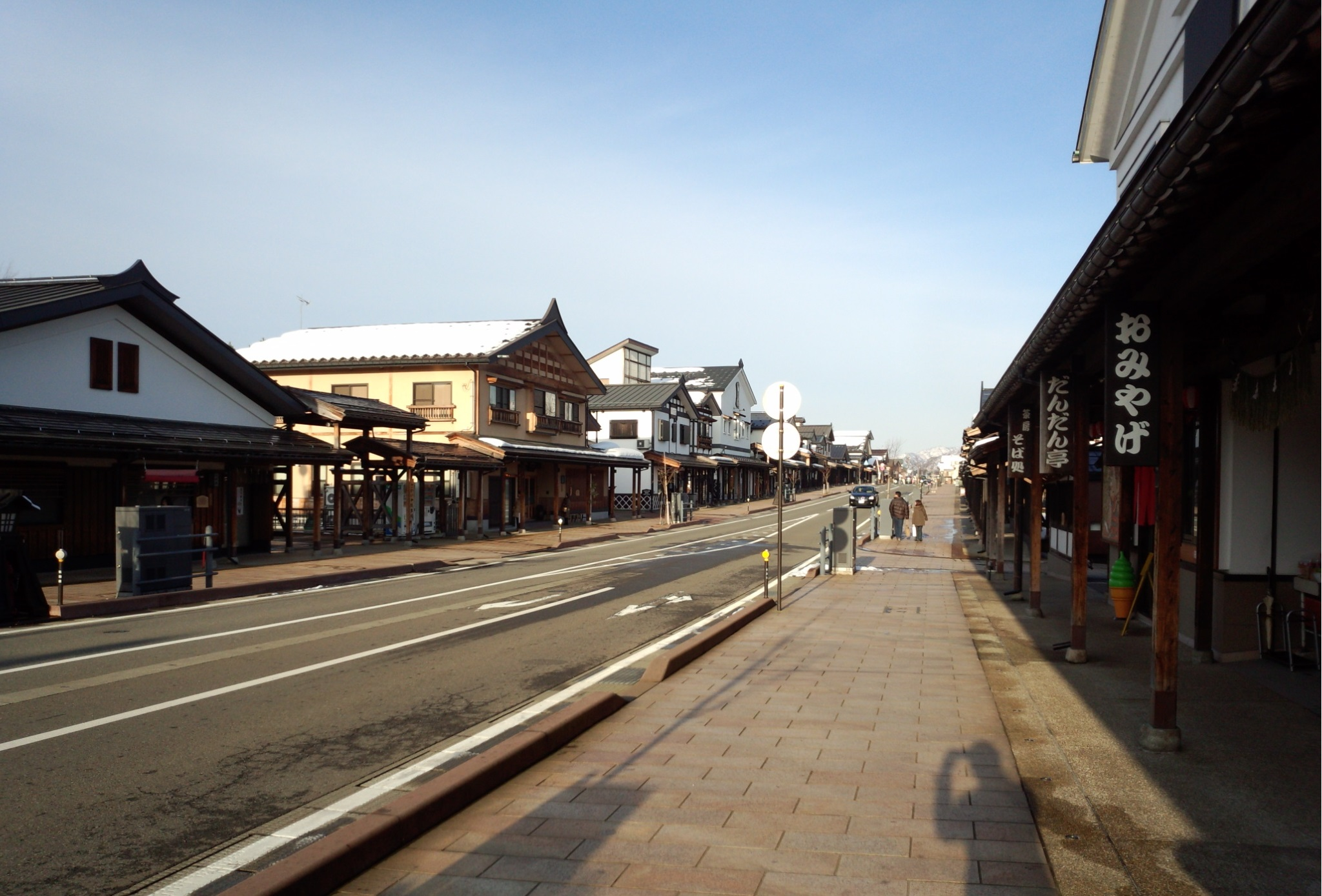
塩沢宿

## 現況

### 高崎 - 三国峠

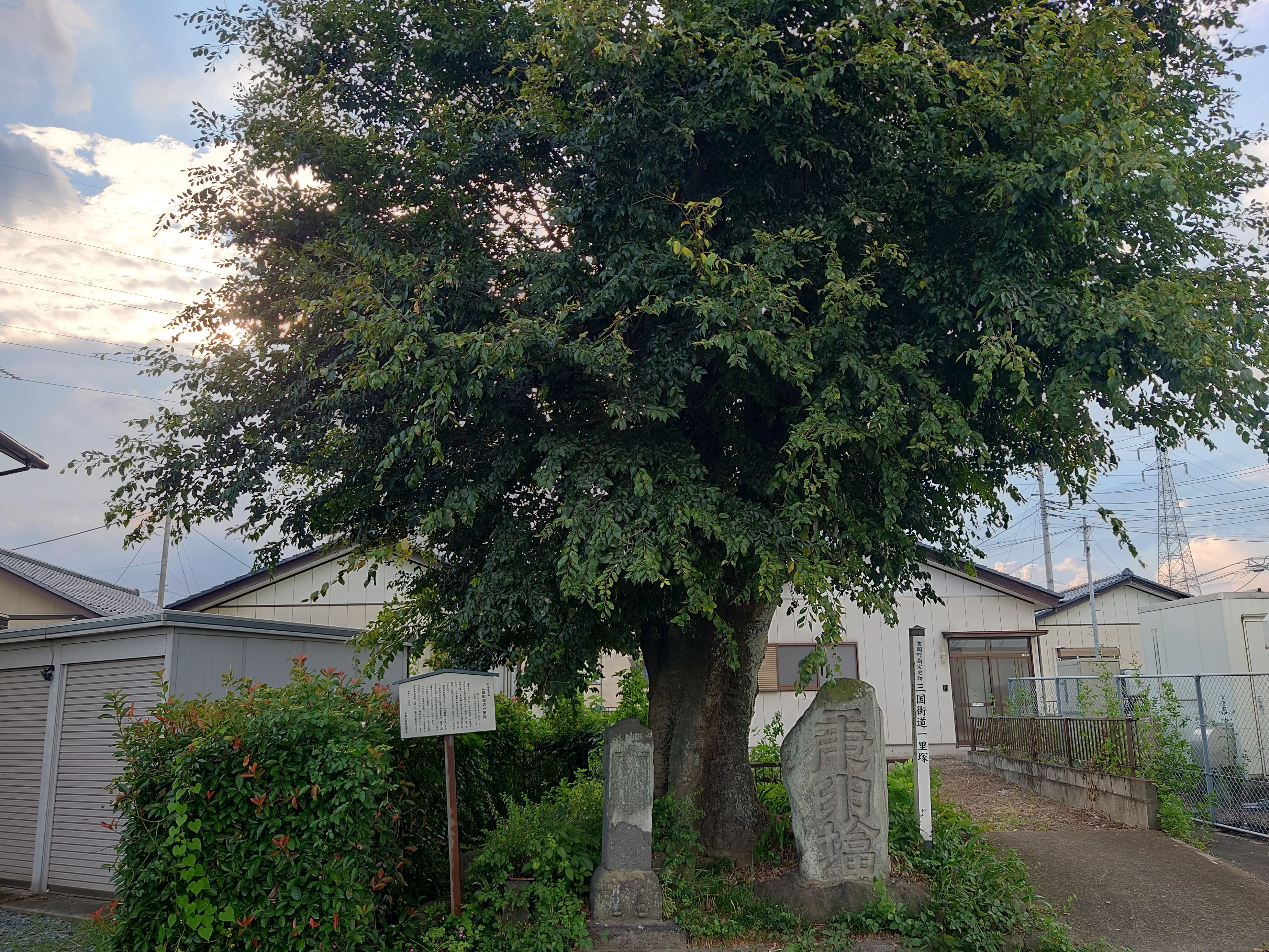
三国街道一里塚（北群馬郡吉岡町上野田）

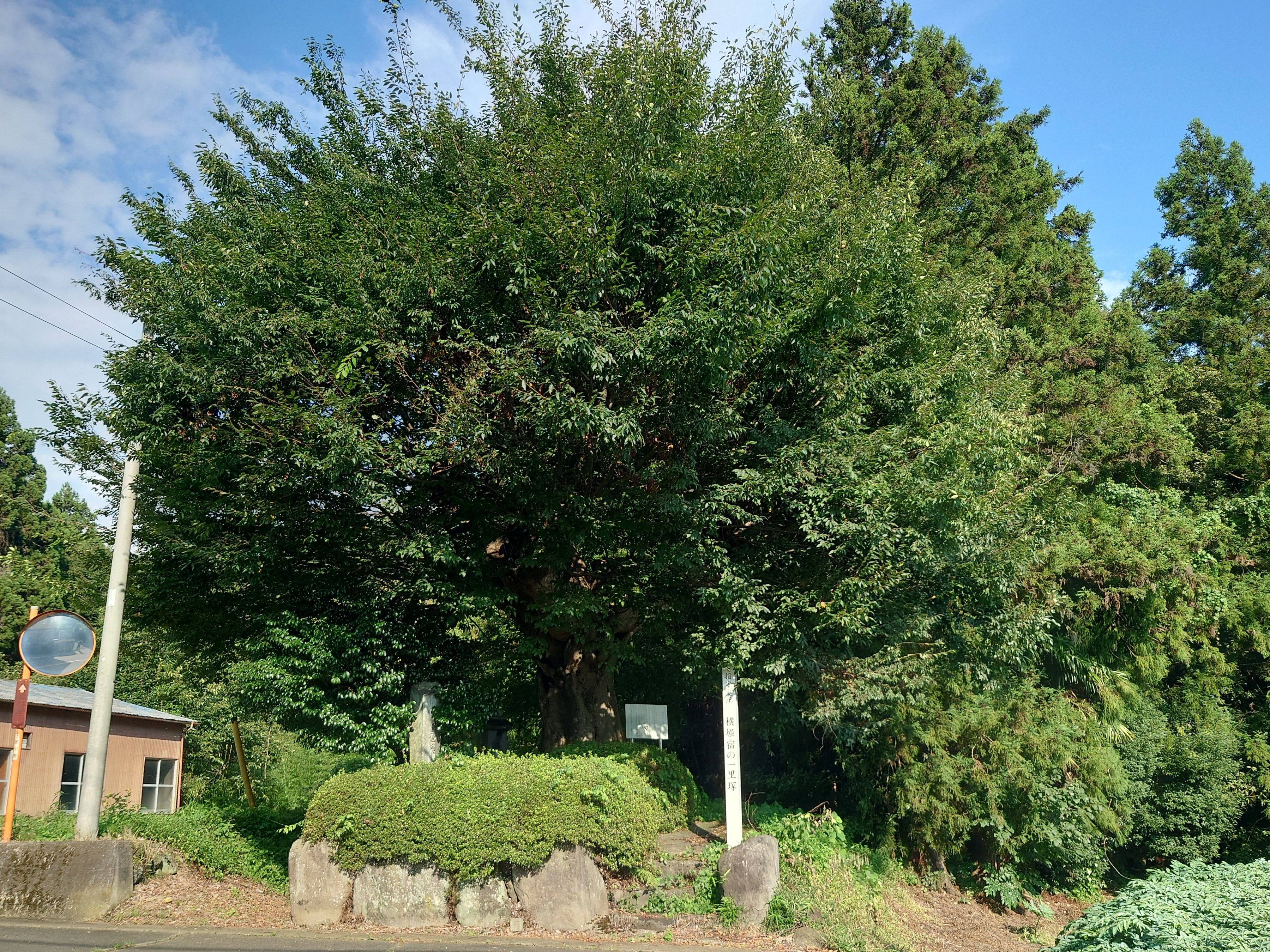
横堀宿の一里塚（渋川市横堀）

三国街道の中山道との分岐点は現在の高崎市本町と赤坂町の境界にある本町1丁目交差点で、そこから北に延びる群馬県道25号が三国街道である。相生町と住吉町の境に木戸があり、そこから西に信州街道が分岐する。飯塚追分（飯塚町）で県道から西に分かれ、北北西に進み下小鳥町で県道28号となる。三国道の道しるべ（高崎市指定史跡）で榛名道と分岐して県道を離れて右に進む。その後は県道25号の西を離れて併走し、棟高の交差点の少し北で県道と合流し以降は重複するが、合流までの区間は住宅建設などで消滅している部分がある。
県道25号と重複したまま金古宿を通過し、吉岡町南下の交差点から西に分岐し北上。吉岡町上野田で200メートルほど県道15号と重複するがすぐ分かれ、北上すると一里塚（吉岡町指定史跡）の前を通過する。そこから北上して渋川宿に向かうが、耕地整理などで消滅区間が多い。渋川女子高校の東から現在はない道で平沢川を渡ると渋川宿の上の町となる。渋川宿元町から金井宿まで県道35号と重複し、金井宿の北で東に曲がり河岸段丘を下りて杢ヶ橋関所に入る。
吾妻川を渡ると北牧宿で、国道353号までの区間は中央に水路が通り宿場時代の名残をとどめている。国道と重複して80メートル進むと北に折れ、子持郵便局に突き当たると少し西に進んですぐ北上する。道しるべ（渋川市指定史跡）を北西に進むと横堀宿に入り、県道36号と重複する。横堀宿を抜けると東に横堀の一里塚（渋川市指定史跡）がある。中山宿まではほぼ県道と重複するが、街道は八木沢清水集落を通過するほか、車道がカーブさせられている箇所もあり、中山峠の頂上から下り坂は県道よりも東のゴルフ場内を通過する。真下坂で街道は東西に分かれ、東は本宿、西は新田宿に通じる。
本宿の街道は本宿の交差点を西に折れ国道145号と100メートルほど重複した後北西に進んで新田宿の街道と合流し、さらに県道36号と再び重複して金比羅峠を登る。金比羅峠から塚原宿に下りる道は車で通行できない。塚原宿から河岸段丘を下り、赤谷川に沿って西に進み、桃野発電所300メートル北西の弁天の渡しで対岸の廻戸へ渡河する。ここからは国道17号と重複する区間が多いが、下新田宿手前は赤谷川となっている部分も街道があり、下新田宿と今宿の間も重ならない部分がある。今宿から布施へ渡河し、布施宿を通過した後に国道と分岐し段丘を登り須川宿に入る。
須川宿から段丘を下り、茅原を通って吹出から浅地へ赤谷川を渡り、日枝神社の南の道から段丘を上って国道17号に合流、相俣宿に入る。相俣宿の北から現在赤谷湖となっている谷底へ下り、生井橋を渡って急坂を上ると猿ヶ京関所となる。
猿ヶ京宿の中で国道17号と分かれ西進し、猿沢川を渡って坂を登り吹路集落へ入り、国道17号と少し重複した後県道261号と合流し永井宿の下で分かれて宿場に入る。永井宿から100メートルほど国道17号と重なったのち、三国路自然歩道・旧三国街道としてトレッキングコースになっている。